# Didymodon eckeliae
Didymodon eckeliae är en bladmossart som beskrevs av Richard Henry Zander 2001. Didymodon eckeliae ingår i släktet lansmossor, och familjen Pottiaceae. Inga underarter finns listade i Catalogue of Life.